# Abašidze

Erb rodu Abašidze

Abašidze (gruzínsky აბაშიძე) je historický šlechtický rod mající svůj původ v Imeretském království, přičemž první hodnověrná zmínka o rodu je z 15. století, kdy už měl rod značná léna ve východní části království.
Dle rodinné legendy rod pochází od zajatého Habešana (z gruzínského názvu Habeše má být i jméno Abašidze), který v 8. století přišel do Gruzie s armádou arabského chalífy Marvána II. a byl zde odměněn povýšením na šlechtice za záchranu korunního prince před vlkem.
Mezi nejvýznamnější členy rodu patřil Giorgi-Malakia Abašidze, který byl nejprve nejvýznačnějším šlechticem království a fakticky králotvůrcem a následně v letech 1702 až 1707 sám usedl na trůn jako Giorgi VI.
Po začlenění Imeretie do ruského impéria v roce 1810 uznala ruská vláda rod jako knížecí.